# قلعه ده عسگر
قلعه ده عسکر مربوط به دوره متاخر اسلامی دوره قاجار است و در شهرستان بهاباد، بخش آسفیچ، دهستان آسفیچ، روستای ده عسکر، کوچه عبداللهی، قلعه ده عسکر واقع شده و این اثر در تاریخ ۲۲ آبان ۱۳۸۶ با شمارهٔ ثبت ۱۹۹۰۳ به‌عنوان یکی از آثار ملی ایران به ثبت رسیده است.